# Comuna Bilorițke, Vesele
Bilorițke (în ucraineană Білоріцьке) este o comună în raionul Vesele, regiunea Zaporijjea, Ucraina, formată din satele Avanhard, Bilorițke (reședința) și Ozerne.

## Demografie
Componența lingvistică a comunei Bilorițke
     Ucraineană (77,26%)
     Rusă (20,5%)
     Alte limbi (0,54%)
Conform recensământului din 2001, majoritatea populației comunei Bilorițke era vorbitoare de ucraineană (77,26%), existând în minoritate și vorbitori de rusă (20,5%) și armeană (1,07%).